# Delgado de Arriba
Delgado de Arriba es una localidad del estado mexicano de Guanajuato. Es parte del municipio de Comonfort.

## Demografía
| Gráfica de evolución demográfica |
|                                  |

| Censo | Población |
| ----- | --------- |
| 1910  | 353       |
| 1921  | 204       |
| 1930  | 301       |
| 1940  | 307       |
| 1950  | 403       |
| 1960  | 508       |
| 1970  | 897       |
| 1980  | 435       |
| 1990  | 1 077     |
| 2000  | 1 266     |
| 2010  | 2 038     |
| 2020  | 2 281     |